# Robert Klupp
Robert Klupp (* 4. Dezember 1891 in Hamburg; † 30. Januar 1975 in München) war ein deutscher Schauspieler, Regisseur, Theaterintendant, Rundfunk- und Synchronsprecher.

## Am Theater
Klupp hatte das Lehrerseminar Hamburg besucht und im Jahre 1909 privaten Schauspielunterricht bei Julius Brandt genommen. Seinen Bühneneinstand gab er noch im selben Jahr mit dem Thomas Diafoirus in Molières Der eingebildete Kranke und dem Rörlund in Henrik Ibsens Stützen der Gesellschaft am Deutschen Volkstheater seiner Heimatstadt.
Klupps Fach in jungen Jahren war das des jugendlichen Helden und Liebhabers. Bis 1911 blieb er am Volkstheater, wechselte dann für zwei Spielzeiten an das Landestheater Linz und 1913/14 an das Theater in der Josefstadt in Wien. Nach seinem Militärdienst während des Ersten Weltkriegs, aus dem er 1918 verwundet entlassen wurde, übertrug man Klupp noch 1918 die Leitung eines Fronttheaters. Von 1919 bis 1924 gehörte der Hamburger dem Ensemble des Berliner Theaters in der Königgrätzer Straße an. Am Hessischen Landestheater Darmstadt, wo er von 1924 bis 1928 im Fach des ersten Bonvivants verpflichtet gewesen war, konnte Klupp erstmals auch als Regisseur arbeiten. In dieser Zeit arbeitete er unter anderem mit Werner Finck zusammen. 1928 ging er für zwei Jahre als Oberspielleiter an die Städtischen Schauspiele Baden-Baden, ehe er 1930 zum Intendanten dieser Bühne berufen wurde.
Die Machtübernahme durch die Nationalsozialisten bedeutete für Klupp ein jähes Ende seiner Tätigkeit im Reich. Der rassisch Verfolgte wich ins elsässische Straßburg aus und schloss sich dem deutschsprachigen Ensemble des Théâtre municipal de Strasbourg an. In den kommenden fünf Jahren (bis 1938) stand er dieser Schauspieltruppe als deren Direktor vor. 1937 wirkte Klupp überdies als Regisseur der 'Jedermann-Festspiele Straßburger Münster'. Im gleichnamigen Hofmannsthal-Stück verkörperte er den Teufel.
In jungen Jahren hat Klupp eine Fülle von klassischen Bühnenpartien gespielt, so etwa den Don Karlos, den Gyges, den Leander, den Bolingbroke (in Das Glas Wasser), den König (in Grillparzers Die Jüdin von Toledo), den Gabriel Schilling (in Hauptmanns Gabriel Schillings Flucht) und den Dauphin (in Shaws Die heilige Johanna). Man sah ihn aber auch in moderneren Stücken, etwa als Peer Bille in Curt Goetz’ Gerichtskomödie Hokuspokus, als Leberecht Riedel in Verwandte sind auch Menschen und als Hofreiter in Arthur Schnitzlers Das weite Land.
Klupps Jahre im Exil bzw. während des Zweiten Weltkriegs sind bis dato weitgehend ungeklärt, erst nach dem Krieg ist er wieder an deutschen Bühnen nachweisbar. Obwohl in Berlin ansässig und als Intendant in den Jahrbüchern der Genossenschaft Deutscher Bühnen-Angehöriger geführt, ist bis 1951 keine Theatertätigkeit Klupps festzumachen. Erst danach fand er Beschäftigung als Rundfunksprecher, zunächst beim RIAS, dann auch beim NWDR und beim SFB. Ab 1954 wirkte er, nach über zwanzigjähriger Abwesenheit im deutschen Theaterbetrieb, auch wieder an (Berliner) Bühnen (Hebbel-Theater und Die Tribüne).

## Film, Fernsehen und Synchron
Zu Film und Fernsehen stieß Robert Klupp erst spät. Bereits im fortgeschrittenen Alter befindlich, wurden ihm vor allem Rollen gravitätischer Personen und soignierter Honoratioren angetragen. Seine hochherrschaftliche Erscheinung ließ ihn zur Idealbesetzung von Richtern, politischen Strippenziehern und Vertretern des Großbürgertums erscheinen, Klupp spielte aber auch Pfarrer und Butler.
Robert Klupp hat auch häufig als Synchronsprecher gearbeitet und in einer Fülle von anglo-amerikanischen Produktionen Kollegen wie Claude Rains, Otto Kruger, Herbert Marshall, Wilfrid Hyde-White, Cecil Parker, Felix Aylmer und John McIntire die deutsche Stimme geliehen.

## Filmografie (Auswahl)
Fernsehen, wenn nicht anders angegeben
- 1953: Der verzauberte Königssohn (Kinofilm)
- 1956: Ein Herz schlägt für Erika (Kinofilm)
- 1960: Die Gaunerkomödie
- 1963: Der schwarze Panther von Ratana (Kinofilm)
- 1963: Feuer lodern überall
- 1963: Die Grotte
- 1963: Die fünfte Kolonne – Es führt kein Weg zurück
- 1963: Der Arzt am Scheidewege
- 1963–1964: Interpol (Fernsehserie): 
  - Herz ist Trumpf
  - Die Dame mit dem Spitzentuch
- 1964: Mein oder Dein
- 1964: Die Geschichte von Joel Brand
- 1964: Dr. med. Hiob Prätorius (Kinofilm)
- 1964: Das Kriminalmuseum – Der Füllfederhalter
- 1965: Wo blieb Friedrich Weisgerber?
- 1966: Paris ist eine Reise wert
- 1967: Der Zündholzkönig – Der Fall Ivar Kreuger
- 1967: Das Attentat – Schleicher: General der letzten Stunde
- 1969: Gezeiten
- 1969: Mord nach der Oper
- 1970: Merkwürdige Geschichten; Folge: Ein Brief aus der Vergangenheit
- 1971: Paul Esbeck
- 1971: Verschwörung in Ulm – Der Reichswehrprozeß 1930
- 1972: Ein Toter stoppt den 8 Uhr 10
- 1973: Mit der Liebe spielt man nicht (Kinofilm)
- 1973: Mordkommission
- 1975: Ein Fall für Männdli – Der Spielverderber